# Прва савезна лига Југославије у хокеју на леду 1959.
Прва савезна лига Југославије у хокеју на леду 1959. је дванаесто послератно првенство Југославије, које је одиграно по двоструком лига систему (свако са сваким по две утакмице). Учествовало је шест клубова.
Првенство је одиграно као турнир који се одржао од 9. јануара до 18. фебруара 1959.

## Клубови
- Загреб
- Јесенице
- Љубљана
- Партизан
- Ташмајдан
- Црвена звезда

За победу су се добијала 2, нерешено 1, а пораз 0 бодова.

## Коначни пласман

### Група А
| Екипа                     | ИГ | Д  | Н | ИЗ | ГД  | ГП | ГР  | Б  |
| ------------------------- | -- | -- | - | -- | --- | -- | --- | -- |
| 1. Јесенице, Јесенице     | 10 | 10 | 0 | 0  | 103 | 22 | +81 | 20 |
| 2. Љубљана, Љубљана       | 10 | 5  | 3 | 2  | 64  | 35 | +29 | 13 |
| 3. Партизан, Београд      | 10 | 4  | 2 | 4  | 26  | 24 | +2  | 10 |
| 4. Црвена звезда, Београд | 10 | 3  | 1 | 6  | 22  | 58 | -36 | 7  |
| 5. Ташмајдан, Београд     | 10 | 2  | 2 | 6  | 33  | 42 | -8  | 6  |
| 6. Загреб, Загреб         | 10 | 2  | 0 | 8  | 21  | 88 | -67 | 4  |

ИГ = одиграо, Д = победио, Н = нешерио, ИЗ = изгубио, ГД = голова дао, ГП = голова примио, ГР = гол-разлика, Б = бодова
| Првак Прве савезна лиге Југославије у хокеју на леду 1959. |
| ---------------------------------------------------------- |
| ХК Јесенице 3. Титула                                      |